# Juan Paz García
Juan Carlos Paz García (Mineros, 14 de abril de 1970) es un exfutbolista y entrenador boliviano. Actualmente se desempeña como entrenador de las inferiores de The Strongest.

## Trayectoria

### Como futbolista
Su primer equipo fue Argentinos Juniors de Santa Cruz en el que jugó la temporada 1989 y en 1990 se integra a la Universidad Cruceña.
Tres años más tarde debutó profesionalmente en Guabirá. Su debut en la liga boliviana se produjo el 25 de agosto de ese año, en un encuentro que terminaría en caída frente a Blooming por 2 a 3. Esa temporada jugó doce encuentros.
En su segunda temporada con el equipo azucarero, el central se afianzó rápidamente como titular en el equipo jugando 27 partidos. 
En la temporada 1995, Paz fue parte importante del plantel que alcanzó el subcampeonato nacional y obtuvo la clasificación a la Copa Libertadores, luego de veinte años. Totalizó 28 partidos, todos como titular y marcó su primer gol el 18 de abril, en la victoria sobre Stormers por 5 a 3.
Al año siguiente jugó su primera Copa Libertadores.
Después de sus buenas actuaciones con Guabirá, es fichado por Blooming en 1997. El domingo 23 de febrero, Paz hizo su debut oficial con la camiseta de la academia en el empate a un gol ante Guabirá. La siguiente temporada Blooming conformó uno de los mejores equipos de su historia y se proclamó campeón del torneo. Paz obtuvo su primer título y al finalizar la temporada es fichado por The Strongest.

## Clubes

### Como futbolista
| Club          | País    | Año         |
| ------------- | ------- | ----------- |
| Guabirá       | Bolivia | 1993 - 1996 |
| Blooming      | Bolivia | 1997 - 1998 |
| The Strongest | Bolivia | 1999 - 2003 |
| Bolívar       | Bolivia | 2004        |
| The Strongest | Bolivia | 2005 - 2006 |
| La Paz FC     | Bolivia | 2007 - 2008 |
| Real Potosí   | Bolivia | 2009        |
| La Paz FC     | Bolivia | 2010        |

### Como entrenador
| Club                        | País    | Año  |
| --------------------------- | ------- | ---- |
| La Paz FC                   | Bolivia | 2010 |
| La Paz FC                   | Bolivia | 2011 |
| Nacional Potosí             | Bolivia | 2012 |
| San José                    | Bolivia | 2013 |
| Selección de Bolivia sub-17 | Bolivia | 2018 |
| FATIC                       | Bolivia | 2023 |
| The Strongest (inferiores)  | Bolivia | 2024 |
| The Strongest               | Bolivia | 2025 |

## Palmarés

### Como futbolista
Títulos nacionales
| Título           | Club          | Año           |
| ---------------- | ------------- | ------------- |
| Primera División | Blooming      | 1998          |
| Primera División | The Strongest | Apertura 2003 |
| Primera División | The Strongest | Clausura 2003 |